# Que nadie sepa mi sufrir
Que nadie sepa mi sufrir (Spaans voor Laat niemand mijn lijden zien) is een Argentijns lied geschreven door Ángel Cabral (muziek) en Enrique Dizeo (tekst). Het dateert uit 1936, en werd voor het eerst opgenomen door de eveneens Argentijnse zanger Hugo del Carril, pseudoniem van Pierre Bruno Hugo Fontana. Hij was meer filmster dan zanger. Het lied was in de anonimiteit gebleven als Alberto Castilla het in 1953 niet had opgenomen. Édith Piaf hoorde het tijdens haar tournee door Zuid-Amerika en liet er een Franse versie van schrijven. De tekst van Dizeo werd daarbij vervangen door een tekst van de net beginnende Michel Rivgauche (pseudoniem voor Mariano Ruiz). De titel ervan werd La foule. Zowel de Spaanse als de Franse titel bleven naast elkaar bestaan. Niet veel later werd het lied bekend onder de (weer Spaanse) titel Amor de mis amores.
Het lied, eigenlijk een Peruviaanse wals, werd door talloze artiesten gecoverd.

## Julio Iglesias
In 1981 bestormde Julio Iglesias de Nederlandse hitparades met zijn versie van het origineel. De single beeldt daarbij de commerciële titel af, de bijbehorende elpee de originele. In het Verenigd Koninkrijk haalt het album de lijsten wel, de single niet. België laat hierbij geheel verstek gaan.

### Nederlandse Top 40
| Positie: | 37 | 33 | 31 | 40 | uit |

### NederlandseSingle Top 100
| Positie: | 37 | 33 | 29 | 32 | 37 | 48 | uit |

## François Berthelot
In 1989 verscheen het nummer opnieuw in de Nederlandse hitparades. De versie van Paco, pseudoniem voor François Berthelot (een Fransman van Vietnamese afkomst) haalde daarbij ook de Belgische hitparades. Toch bleef de verkoop daar ver achter bij die in Nederland.

### Hitnoteringen

#### Nederlandse Top 40
| Positie: | 27 | 13 | 10 | 10 | 10 | 12 | 14 | 19 | 25 | 31 | uit |

#### NederlandseDaverende 30
| Positie: | 78 | 91 | 24 | 12 | 11 | 10 | 8 | 8 | 15 | 21 | 37 | 50 | 71 | 95 | uit |

#### BelgischeBRT Top 30
| Positie: | 30 | 28 | 19 | 30 | uit |

#### VlaamseUltratop 50
| Positie: | 30 | 27 | 21 | 42 | uit |

#### NPO Radio 2 Top 2000
Amor de mis amores stond alleen in 2000 in de NPO Radio 2 Top 2000, op plek 1957.

## Conny Vandenbos
De versie van Paco wordt in Nederland voorafgegaan door een versie van Conny Vandenbos en Wim Rijken. Het werd een puur Nederlandse aangelegenheid. Conny en Wim schreven de Nederlandstalige tekst zelf. Ze haalde de Nederlandse Top 40 niet, maar wel net aan de Single Top 100.

### NederlandseSingle Top 100
| Positie: | 97 | 88 | 72 | 68 | 79 | 95 | uit |

## Andere versies
Degene die het buiten Piaf het meest heeft gezongen is waarschijnlijk Mireille Mathieu. Zij zong een aantal albums vol met een verwijzing naar Piaf. Ook Liesbeth List en Jo Lemaire zongen La foule. Uiteraard mag in deze lijst niet ontbreken de Nederlandse bandoneonist Carel Kraayenhof, die het opnam onder de originele titel. Het verscheen op een promotiesingle (dus niet openbaar) voor het album Tango heroes.